# 保罗·杰森
保罗·杰森（英語：Paul Jesson，1955年1月14日—），新西兰男子自行车运动员。他曾代表新西兰参加2000年和2004年夏季残疾人奥林匹克运动会自行车比赛，获得一枚铜牌。